# Mario Carl-Rosa
Mario Carl-Rosa, nom d'artiste de Raoul Marie Léon Cornilleau, né à Loudun le 29 octobre 1853 et mort le 12 juillet 1913 à Garches, est un peintre paysagiste, écrivain et journaliste français.

## Biographie
Fils de Léon-Joseph Cornilleau et d’Anne Alida Besnard, en 1885, il est connu pour les lumières de ses paysages d’automne. il devient membre de la Société des artistes français.
Il épouse son élève Marguerite. Écrivain et journaliste il publie des brochures sur l'art.
En 1889, l’empereur de Russie lui achète une toile. Le régent de Tunis lui passe une commande en 1892. En 1895, il obtient une médaille de 2e classe au Salon des artistes français et est fait chevalier de la Légion d'honneur en 1899.
Marius Toudoire, l'architecte de la gare de Lyon, lui passe commande en 1900 comme à de nombreux peintres d'une toile pour orner la Grande Salle du restaurant de ce lieu, baptisé Le Train bleu, à la demande du propriétaire du Paris-Lyon-Méditerranée (PLM), Monsieur Dervillé. La même année, il est sollicité pour une décoration murale à l'Exposition universelle de Paris et reçoit cette année et les suivantes médailles et prix pour ses œuvres.
Créateur du premier musée de Loudun (Charbonneau-Lassay), où aujourd'hui, une salle entière lui est consacré ainsi qu'à ses élèves, il fut le directeur fondateur de l’académie des Beaux-Arts aux Champs-Élysées. Il est un représentant tardif de l'école de Barbizon

## Œuvres
Peintures
- 1885 : Un étang en Sologne
- 1888 : Rungiport, bords de Seine
- 1889 : Un village en Lorraine, tableau ayant appartenu à l’empereur de Russie
- 1890 : Les Bords de la Dordogne à Caban
- 1890 : La Meuse à Domrémy — La Pucelle
- 1891 : Un matin à Puy-Jérôme, Basse Seine
- 1891 : Matin d'Automne à Saint-Loup (Deux-Sèvres)
- 1892 : Vieux Moulin d'Argenton (Creuse), 34,5 × 59,8 cm (vente Suisse 25 septembre 2000)
- 1892 : Commande d’une toile par le régent de Tunis
- 1893 : Paysage en bords de Seine, 2 panneaux, 38 × 55 cm (vente France 1990 ; vente USA 1997), intitulé Chemin au bord du fleuve
- 1893 : Journée brumeuse sur les bords de la Seine, aux environs de Paris (hôtel de ville de Loudun)
- 1894 : En octobre aux environs de Verno
- 1894 : En novembre, bords de Seine Notre-Dame de la Garenne
- 1895 : Derniers rayons d'Automne, bords de la Seine
- 1896 : Berges près de Nantes, 34,5 × 60 cm (vente Soissons 8 mars 2003)
- 1896 : Les Environs de Nantes, 34,5 × 60 cm (vente France 22 décembre 2001)
- 1896 : Juillet dans les plaines de Freneuse, bords de Seine
- 1896 : Décembre à Portejoie, aux bords de la Seine
- 1897 : Le Fleuve
- 1898 : La Rivière
- 1898 : La Seine à Rangiport, 32 × 55,5 cm (vente Osenat Fontainebleau 28 mai 2006)
- 1898 : Paysage en bord de Seine, 31 × 55 cm (France 25 mars 2007)
- 1899 : Le Petit Andely et les ruines de Château-Gaillard (Hôtel de Ville de Loudun)
- 1899 : Au pays de Jeanne d'Arc, la Meuse devant Domremy, 32 × 55 cm (France 21 novembre 1999)
- 1900 : Le Lac d'Aiguebelette, dans la Grande Salle du restaurant Le Train bleu de la gare de Lyon à Paris
- 1901 : Poésie d’automne, no 393 du catalogue Salon des artistes français, présenté hors concours
- 1901 : Domrémy patrie de Jeanne d'Arc
- 1902 : Étang en Sologne, 32,5 × 55,5 cm (vente France, 2 juin 2002)
- 1903 : Bord de Seine l'automne à Rangiport, 34,5 × 60 cm (vente France, 5 juin 2005)
- 1903 : Au château du Chabichou sur les bords de ma chère Vienne
- N - D : Automne (vente Delaware, Ohio, USA 1er mai 2007)
- N - D : Une route vers Boulogne (vente USA)
- N - D : Rivière en France, 32 × 55 cm (vente France 1990)
- N - D : Bras de Seine à Rangiport, 32 × 55 cm (vente France 2008)
- N - D : Paysage fluvial, 31,8 × 54,5 cm (vente USA 1999)
- N - D : Sur la rive de la rivière, 33 × 56 cm (vente Christie's USA 15 juin 1999)
- N - D : L’Après-midi d'été sur les bords de[Quoi ?] (vente Pays-Bas 1997)
- N - D : Paysage de la Seine (vente Suisse 1997)
- N - D : Bord de la rivière, 34,5 × 60 cm (vente France 1991)
- N - D : Paysage fluvial avec pont de chemin de fer (vente Allemagne 1995)
- N - D : Ville par la rivière (vente France 1996)
- N - D : Village au pied du coteau (vente France 1996)
- N - D : Bord de la Seine, 32 × 55 cm (France 20 novembre 1994)
- N - D : L’Artiste dans son atelier
- N - D : Ruines du château de Chauvigny (musée Charbonneau-Lassay à Loudun)
- N - D : Plaine de Normandie (musée Charbonneau-Lassay à Loudun)
- N - D : Bords de Seine en Normandie (musée Charbonneau-Lassay à Loudun)
- N - D : Bords de l’Eure à l’automne
- N - D : Paysage fluvial animé, 32 × 55 cm (vente 12 octobre 2005 Genève)
- N - D : Bateaux à marée basse, 29 × 41 cm (vente Briest, Poulain, Tajan Paris 12 décembre 2004 )
- N - D : Entrée du village, 37 × 55 cm (vente Nantes)
- N - D : La Ville au bord du fleuve, 35 × 60 cm (vente France 1990)
- N - D : Ferme dans la campagne, 22,5 × 37 cm (vente Deburaux, Barbizon, le 3 juin 2007, lot no 55, p. 27 du catalogue : L’École de Barbizon)

### Écrits
- Pour la vérité, l'art et la patrie, aux membres de la Société des artistes français, P. Dupont, 1896.

## Salons
- 1884 : 1re exposition au Salon des artistes français
- 1891 : Salon des artistes français
- 1894 : Salon (En novembre, bords de Seine) no 371 au catalogue
- 1895 : Salon (Derniers rayons d'automne, bords de la Seine) no 375 au catalogue
- 1898 : Salon
- 1901 : Salon (Poésie d'Automne) no 393 au catalogue

## Prix et médailles
- 1891 : mention Honorable au Salon des artistes français pour Le Buisson de Caban (Dordogne)
- 1900-1906 : plusieurs médailles et prix

## Collections publiques
- Musée Charbonneau-Lassay à Loudun
- Hôtel de ville de Loudun
- Le Train bleu
- Musée des Beaux-Arts d'Amiens : Ferme dans la campagne